# Miss Suriname
Miss Suriname désigne les concours de beauté féminine destinés aux jeunes femmes de nationalité suriname.
Le concours est maintenant sous la Fondation Tropical Beauties Suriname qui a sélectionné les titulaires des titres de Miss Monde , Miss Univers , Miss International, Miss Terre, Miss Supranational et Mister Supranational,.

## Les Miss Suriname

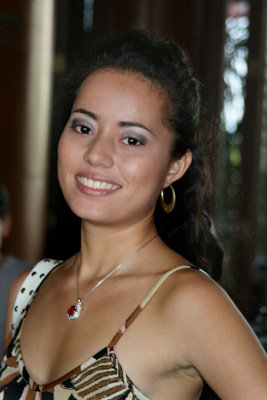
Charisse Melany Moll, Miss Suriname 2007.

| Année | Gagnante (Représentante à Miss Monde) | Première dauphine (Représentante à Miss Univers) |
| ----- | ------------------------------------- | ------------------------------------------------ |
| 1961  | Kitty Essed                           |                                                  |
| 1963  | Virginia Blanche Hardjo               |                                                  |
| 1964  | Norma Dorothy Tin Chen Fung           |                                                  |
| 1965  | Anita van Eyck                        |                                                  |
| 1966  | Linda Haselhoef                       |                                                  |
| 1981  | Joan Boldewijn                        |                                                  |
| 2007  | Charisse Melany Moll                  |                                                  |
| 2009  | Zoureena Rijger                       |                                                  |
| 2010  | Jo-ann Jie Foeng Sang                 | Sanchita Kromodirjo                              |